# Marienkapelle (Simonskall)

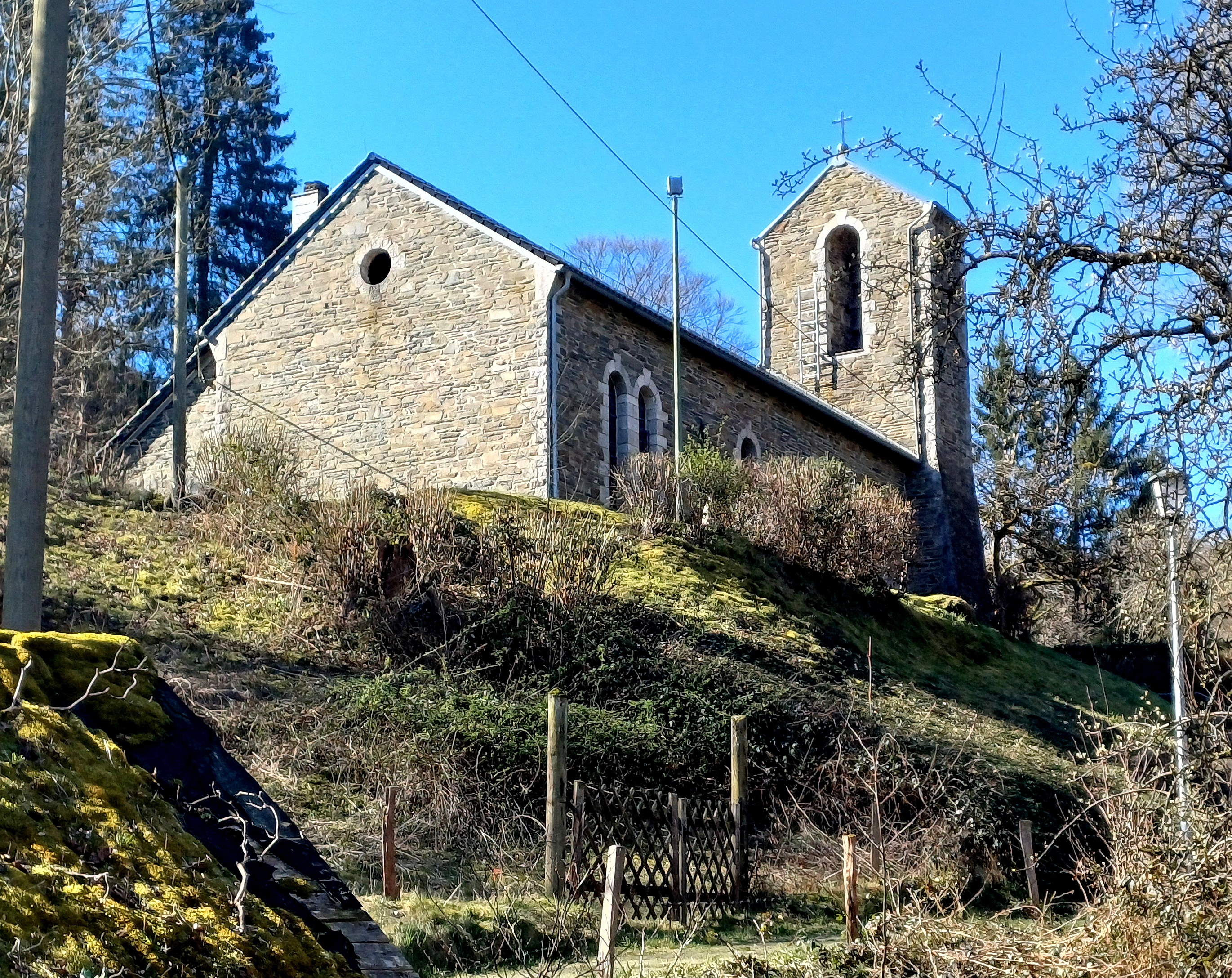
Die Marienkapelle

Die römisch-katholische Marienkapelle steht im Ortsteil Simonskall der Gemeinde Hürtgenwald im Kreis Düren (Nordrhein-Westfalen).

## Geschichte
Die Geschichte der Kapelle geht bis ins 18. Jahrhundert zurück. Am 22. Juli 1741 wurde dem Simonskaller Bürger Thomas Scholl vom Generalvikariat eine zunächst sieben Jahre gültige Hauskapellen-Berechtigung erteilt. Die Kapelle war zunächst in einem eigens dafür eingerichteten Raum in der „Simonskaller Burg“. Im Laufe der Jahre wurde diese Berechtigung immer wieder erneuert, zuletzt am 28. April 1917. Da die Kapelle im Laufe der Jahre zu klein wurde, wurde am 17. Oktober 1930 der Kapellenbauverein Simonskall gegründet. 
Die Einwohner des Ortes stifteten ein Grundstück. Oberhalb des kleinen Ortes entstand mit Mitteln der Kirche und der Gemeinde Hürtgenwald im Jahr 1935 die heutige Marienkapelle. 

## Ausstattung

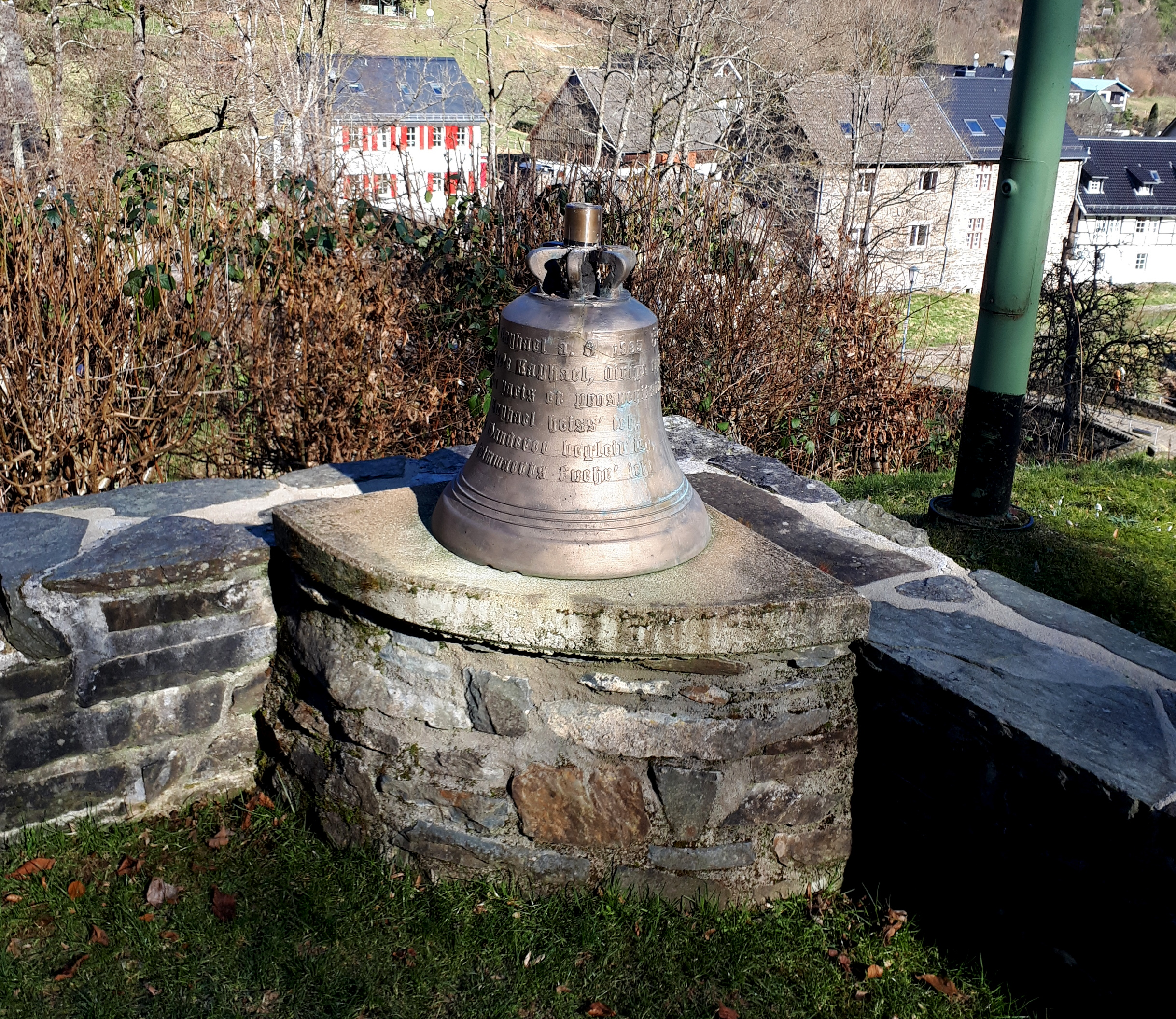
Glocke im Außenbereich
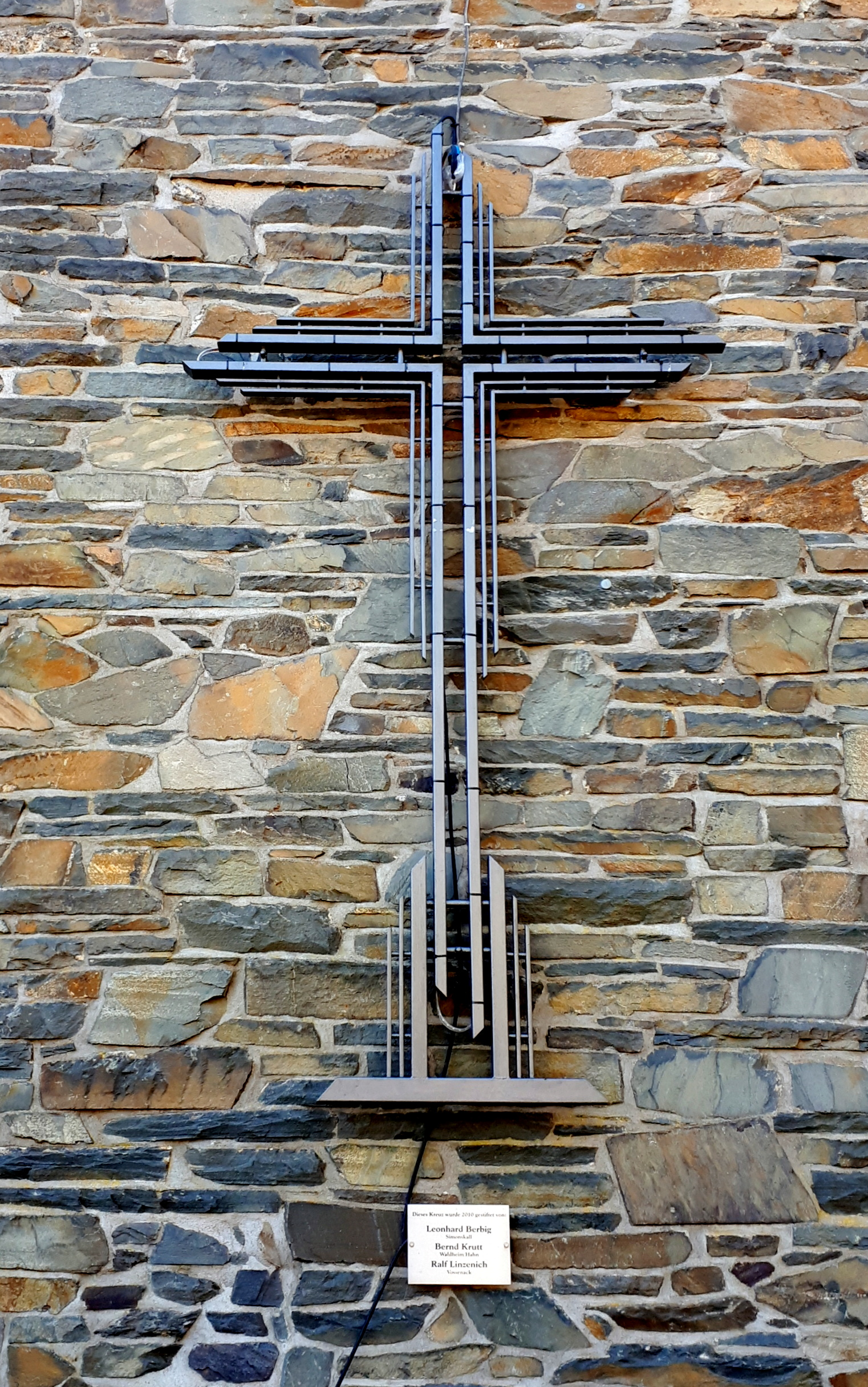
Wandkreuz

In der Marienkapelle wurde 2006/2007 das Relief „Der Gefallene“ von Pater Laurentius Englisch aufgestellt. Das Werk ist eine Leihgabe der Franziskusstiftung an den Förderverein „Windhunde mahnen zum Frieden“.
Der Text auf den beiden Schildern lautet: 
„DIE TOTEN von 1939-45 | sind nicht für Gott und Vaterland gefallen. | Weder Gott noch das Vaterland bedarf solcher | sinnlosen Opfer. | Jesus sei dreimal auf dem Weg zur Hinrichtung am | Kreuz gefallen. Der grausame Mord an Jesus war ein Werk | der Finsternis und Bosheit der Menschen, nicht der Wille | Gottes. - Nach der Vision der Seherin sein Jesus beim dritten | Sturz in ein Schlammloch gefallen. Hier im Bildnis versinkt | die Gestalt, so daß der Betrachter in den flachen Spuren die | männlich schöne Körperlichkeit mitentstehen läßt. Das Versinken | blendet die Spuren der Geißelung und Qualweg, als sei das | Leid überwunden. | - Wenn das Bild des ‚Gefallenen‘ hier an heiliger Stätte aufge- | richtet ist, soll es eine Fürbitte und Abbitte für getanes | Unrecht sein. Das Versinken und Fallen kann an die menschen- | verachtende Ideologie und Diktatur Nazideutschlands erinnern, | was so viele zu Fall brachte und mahnen, daß nie wieder Men- | schen im Namen Gottes und des Volkes zum Töten verleitet | werden. - Das kleine Ohr des ‚Gestürzten‘ macht ihn zum Hören- | den. Das Gedenken an die Gefallenen mache auch uns | hellhörig, wenn Unrecht geschieht. | - Relief und Text von P. Laurentius U. Englisch. - ‚DER GEFALLENE‘ | von P. Laurentius U. Englisch | 1972: Kunstguss-Kohlenstoffverbindung mit Quarz, 200x50 cm | Leihgabe der Franziskusstiftung | an ‚Windhunde mahnen zum Frieden‘ e.V. | - Wir trauern um die Kriegstoten aller Nationen -“